# Kevin Nolan
Kevin Anthony Nolan (født 24. juni 1982) er en engelsk fodboldspiller, som spiller som midtbanespiller hos Notts County. Tidligere har han spillet i en lang årrække for Bolton Wanderers, hvor han opnåede 296 ligakampe og 40 mål. Derudover har han repræsenteret Newcastle, West Ham og Leyton Orient.

## Karriere
I Kevin Nolans familie spillede man meget fodbold, så det var meget naturligt at han startede som barn. Allerede som 14-årig blev han flyttet til Liverpools ungdomshold. Han var også stor fan af Liverpool, selvom hans favoritspillere var Eric Cantona og Lee Sharp som spillede for rivalerne fra Manchester United.
Han blev senere spurgt af en ven om han ikke ville spille i Bolton. Det takkede han ja til og som 16-årig skiftede han til Boltons fodboldakademi. Nogle år efter fik han debut på Boltons førstehold, som han senere skulle være kaptajn for.
Efter 4 år og 157 kampe for West Ham United blev han i sommeren 2015 fritstillet fra sin kontrakt med klubben.